# کلربنزید
کلربنزید (به انگلیسی: Chlorbenside) یک ترکیب شیمیایی با شناسه پاب‌کم ۷۶۳۹ است. که جرم مولی آن ۲۶۹٫۱۹ g/mol می‌باشد. 